# Шадібек
Шадібек (Женибек) (тат. Шадибәк хан) — хан Золотої Орди (1399—1407)
Шадібек був сином хана Тимур-Кутлуга. На ханський престол зійшов як ставленик еміра Едигея після смерті Тимур-Кутлуга.
Убив Тохтамиша в 16-ій битві з Едигеєм і Чокре. Під 1406 роком Архангелогородський літописець (входить в Устюжський літописний звід) повідомляє (л. 215 об. — 216):
|  | Тое же зимы царь Женибек уби Тактамыша в Сибирскои земли близ Тюмени, а сам седе на Орде. |

Шадібек не втручався в справи царювання, віддаючись розвагам і задоволенням. Завдяки цьому фактично всю владу в державі захопив темник Едигей, який встановив свої порядки в Золотій Орді.
Незадоволений обстановкою, що склалася Шадібек підняв боротьбу проти Едигея, в якій переміг останній. Шадібек змушений був втекти до Дербенту, знайшовши притулок у місцевого еміра, Ібрагіма I. На прохання послів Едигея видати Шадібека Шейх Ібрагім відповів відмовою. Перебуваючи в Дербенті, Шадібек продовжував вважати себе законним правителем Золотої Орди, про що свідчать випущені їм на Кавказі монети.